# Aneuclis atra
Aneuclis atra là một loài tò vò trong họ Ichneumonidae.